# 1492
Évszázadok: 14. század – 15. század – 16. század
Évtizedek: 1440-es évek – 1450-es évek – 1460-as évek – 1470-es évek – 1480-as évek – 1490-es évek – 1500-as évek – 1510-es évek – 1520-as évek – 1530-as évek – 1540-es évek
Évek: 1486 – 1487 – 1488 – 1489 –  1490 – 1491 – 1492 – 1493 – 1494 – 1495 – 1496

## Események

### Határozott dátumú események
- január 1. – Az eperjesi csata, ahol Szapolyai István és a „Fekete” Haugvitz cseh zsoldosvezér egyesült csapatai tönkreverik II. Ulászló magyar király öccsének, János Albert lengyel hercegnek a seregét. (A csata a trónharcok utolsó katonai eseménye volt.)[1]
- január 21. – Boabdil, Granada utolsó mór királya átadja a várost Kasztíliai Izabella és II. Ferdinánd aragóniai király seregének.[2]
- március 7. – A február 2-án kezdődött budai országgyűlés elismeri a III. Frigyessel megkötött pozsonyi békét.[3]
- március 30. – Kasztíliai Izabella és Aragóniai Ferdinánd aláírják azt a rendeletet, mellyel kitiltják a zsidókat Spanyolországból, hacsak át nem térnek a római katolikus hitre.[4]
- április 8. – II. Piero de’ Medici lesz Firenze ura.[5]
- július 31. – A zsidókat kiűzik Spanyolországból.[4]
- augusztus 3. – Kolumbusz Kristóf elindul első útjára, hogy nyugati irányból közelítse meg Indiát.[6]
- augusztus 11. – VI. Sándor pápaságának kezdete.[7]
- október 12. – Kolumbusz eléri a Watling-szigetet[6]
- október 28. – Kolumbusz partra száll Kuba szigetén.[8]

### Határozatlan dátumú események
- március
  - Kinizsi Pál és Váradi Péter kalocsai érsek hadai fölmentik Nándorfehérvárt a török ostrom alól.[9]
  - Szapolyai István tölti be a nádori tisztséget.[10]
- nyáron Kinizsi Pál fölmenti a vidini bég által ostromolt Szörény várát[9]
- szeptember körül – A török ellen vonuló fekete sereg – miután a király nem fizette ki zsoldjukat – Szeged mellett fosztogatni kezd. Kinizsi Pál rájuk tör és szétveri őket,[9] a sereg maradékaival I. Miksa német-római császár serege végez.
- az év folyamán – Nápolyban megjelenik a Misna első nyomtatott kiadása.[11]

## Az év témái

### 1492 a tudományban
- Meteorit csapódik az elzászi Ensisheim város melletti gabonaföldre. (Ez az egyik legkorábbi feljegyzett meteorithullás.)[12]

## Születések
- március 15. – Anne de Montmorency, I. Ferenc és II. Henrik francia királyok hadvezére, a katolikus párt egyik feje a francia vallásháborúkban († 1567)
- április 11. – Angoulême-i Margit navarrai királyné (†1549)
- szeptember 12. – II. Lorenzo de’ Medici, Urbino hercege és Firenze ura († 1519)

## Halálozások
- április 8. – Lorenzo de’ Medici, Firenze uralkodója (* 1449)
- június 7. – IV. Kázmér lengyel király (* 1427)
- július 25. – VIII. Ince pápa (* 1432)
- Piero della Francesca itáliai festőművész (* 1420)